# منطقه ویژه اقتصادی لامرد
منطقه ویژه اقتصادی لامرد واقع در جنوب استان فارس و از زیر مجموعه‌های سازمان توسعه و نوسازی معادن و صنایع معدنی ایران (ایمیدرو) محسوب می‌شود.
منطقه لامرد با موقعیت استراتژیک در تلاقی سه استان فارس، بوشهر و هرمزگان، به‌عنوان یکی از کانون‌های کلیدی توسعه اقتصاد دریامحور ایران است. طرح جامع منطقه ویژه اقتصادی لامرد به عنوان مهم‌ترین سند چشم‌انداز توسعه منطقه در تاریخ در سال ۸۹ به تصویب مجلس شورای اسلامی رسید و هیئت دولت این مصوبه را در سال ۹۰ ابلاغ کرد. دادستان فارس اعلام کرد که حمایت قضایی از سرمایه‌گذاری در منطقه ویژه اقتصادی لامرد تشدید می‌شود. استقبال سرمایه‌گذاران از منطقه ویژه اقتصادی لامرد هم منجر به امضای تفاهم نامه و اجرای آن شد.
مؤسسه تحقیقاتی بین‌الملل Word Trade Team که بر روی مناطق آزاد و ویژه خاورمیانه مطالعه می‌کند، منطقه ویژه اقتصادی لامرد را بر اساس شاخص‌ها و ارزیابی‌های انجام داده و در محاسبه امتیاز بر مبنای ارزش بالای صادرات، ارزش پایین واردات، ارزش تولیدات و شاخص‌های دیگر به عنوان سومین منطقه ویژه و آزاد برتر کشور انتخاب کرد.

## موقعیت جغرافیایی
منطقه ویژه اقتصادی لامرد به عنوان قطب بزرگ صنعتی-معدنی کشور در جنوب استان فارس و در شهرستان لامرد قرار دارد.
دفتر منطقه ویژه اقتصادی لامرد در تهران در خیابان ولنجک -خیابان مقدس اردبیلی - خیابان ثارالله، بن‌بست مینا - پلاک ۵ طبقه اول واقع شده است.

## زیرساخت‌ها
برای انجام فعالیت‌های صنعتی در چنین حجم وسیع و گسترده نیاز است تا امکانات لازم برای عملیات اجرایی فراهم شود. به همین دلیل کلیه زیرساخت‌های مورد نیاز صنایع با کوشش و همت مسؤولان مهیا شده است. از این رو بزرگ‌ترین پروژه زیرساختی منطقه ویژه اقتصادی لامرد عملیاتی شده است و در این منطقه زیرساخت‌های اصلی مانند آب، برق، گاز، فاضلاب، فضای سبز و گمرک تأمین شده است. اواخر سال ۱۳۹۷ رویه حقوقی و قضایی عملیاتی گردید و در ابتدای سال ۱۳۹۸ تمامی رویه‌های گمرکی برای واحدهای تولیدی مستقر در منطقه ویژه لامرد راه‌اندازی شد.

## ویژگی‌ها
برخی از ویژگی‌های منطقه ویژه اقتصادی لامرد عبارتند از:
- مجاورت با فرودگاه بین‌المللی لامرد و نزدیکی با فرودگاه خلیج فارس عسلویه
- همجواری با پارس جنوبی و پارس شمالی (عسلویه)
- واقع شدن در مسیر کریدورهای مهم‌تر ترانزیتی زمینی و هوایی کشور
- استقرار و فعالیت گمرک مستقل تأمین آب، برق و گاز
- مجاز بودن مبادلات بازرگانی با خارج کشور بدون تشریفات خاص
- معافیت کامل کالاها و تجهیزات وارداتی از پرداخت حقوق و عوارض گمرکی
- استقرار باسکول ۱۲۰ تنی به صورت تمام وقت
- کارخانه آلومینیوم (سالکو) به مساحت ۲۰۰ هکتار در سه فاز
- تولید شمش آلومینیوم با ظرفیت ۳۰۰ هزار تن در فاز اول نیروگاه غدیر انرژی
- نیروگاه سیکل ترکیبی به مساحت ۱۰۰ هکتار و با ظرفیت ۱۰۰۰ مگاوات

## چشم‌انداز
استقرار صنایع تولید آلومینیوم (۹۰۰ هزار تن)، صنایع بالادست آلومینیوم شامل آلومینا، کک و ذوب (۳۰۰ هزار تن)، صنایع سیمان (دو میلیون تن)، تولید نیرو (چهار هزار مگاوات)، منیزیم (۶۰ هزار تن)، پایین دست و میان‌دست پتروشیمی (پنج میلیون تن)، پایین‌دست فولاد (۲٫۵ میلیون تن)، پایین‌دست آلومینیوم (۶۰۰ هزار تن)، پایین‌دست سیمان (یک میلیون تن) در محدوده این کانون قرار گرفته است.
با موافقت گمرک جمهوری اسلامی ایران، رویه گمرکی ترخیص مشتقات نفتی در منطقه ویژه اقتصادی لامرد به اجرا درآمد. بر اساس این مصوبه، فعالان اقتصادی و شرکت‌های حاضر در منطقه ویژه اقتصادی لامرد می‌توانند با بهره‌گیری از مزایای قانونی و تسهیلات گمرکی، فرایند ترخیص کالاهای مرتبط با مشتقات نفتی را با سرعت و سهولت بیشتری انجام دهند. انتظار می‌رود این اقدام به جذب سرمایه‌گذاری‌های جدید، توسعه زنجیره ارزش صنعت نفت و گاز و رونق تجارت بین‌المللی در این منطقه منجر شود.